# Grand Theft Auto: San Andreas
Grand Theft Auto: San Andreas är ett actionäventyrsspel utvecklat av Rockstar North och utgivet av Rockstar Games. Det släpptes i oktober 2004 för Playstation 2, och i juni 2005 för Microsoft Windows och Xbox. Spelet är det sjunde i spelserien Grand Theft Auto, och den första stora utgivningen sedan Grand Theft Auto: Vice City från 2002. Grand Theft Auto: San Andreas spelas från en tredjepersonvy i en öppen värld som låter spelaren att fritt interagera sig med dess miljö. Spelaren kan använda eld- och närstridsvapen för att bekämpa fiender.
Spelet utspelar sig i den fiktiva USA-staten San Andreas, som är baserad på Kalifornien och Nevada. Denna stat består av tre stora städer: Los Santos (baserad på Los Angeles), San Fierro (baserad på San Francisco) och Las Venturas (baserad på Las Vegas). I enspelarlägets berättelse får spelaren följa med och spela som Carl "CJ" Johnson, en före detta gängmedlem som återvänder hem till Los Santos efter att hans mor har mördats. Carl finner sina gamla vänner och familj i förfall, och under spelets gång försöker han återupprätta sitt gamla gäng som hamnat i drogproblem, samtidigt som han drabbar samman med korrupta poliser samt gradvis upptäcker sanningen bakom sin mors död. Handlingen är baserad på flera verkliga händelser i Los Angeles, såsom rivaliteten mellan Bloods, Crips och latinamerikanska gäng, samt 1980–1990-talets crackepidemi, Rampartskandalen och kravallerna i Los Angeles 1992.
Grand Theft Auto: San Andreas anses vara en av de mest noterbara titlarna inom den sjätte generationens konsoler, och många recensenter bedömde spelet som ett av de bästa videospel som någonsin gjorts. Spelet fick stor berömmelse för dess musik, berättelse och spelupplägg. Det blev det bästsäljande videospelet 2004, liksom ett av de mest sålda videospelen genom tiderna. Det har sålt över 27,5 miljoner exemplar över världen sedan 2011, och är hittills det mest sålda Playstation 2-spelet. Spelet, likt dess föregångare, citeras som ett landmärke inom datorspel för dess långtgående inflytande inom branschen. Dock har spelets våldsamma och sexuella innehåll väckt en stor kontrovers och allmän oro. Och i synnerhet en egengjord programfix, kallad Hot Coffee mod, vilken låser upp en dold sexscen.
En remake av spelet släpptes i fysisk utgivning 2015 för Xbox 360 och Playstation 3. Spelet har vidare fått flera porteringar till bland annat Mac OS, Xbox Live, Playstation Network och mobila plattformar (iOS, Android, Windows Phone och Fire OS). Spelets huvuduppföljare, Grand Theft Auto IV, släpptes i april 2008.

## Spelupplägg
Grand Theft Auto: San Andreas är ett actionäventyrsspel med inslag av roll- och smygspel. På samma sätt som de två tidigare spelen i serien består detta spel av ett huvudsakligt tredjepersonsskjutspel i kombination med bilspel i en öppen värld, vilken spelaren kan förflytta sig runt i. Till fots kan spelaren gå, springa, simma, klättra och hoppa, samt använda vapen och redskap i strid. Spelaren har möjlighet att köra olika fordon, till exempel bilar, bussar, lastbilar, båtar, flygplan, helikoptrar, tåg, stridsvagnar, motorcyklar och cyklar.
I den öppna världen kan spelaren utforska och välja hur spelet ska spelas. Dock krävs det att spelaren utför uppdrag, för att fortskrida berättelsen, vilket i sin tur låser upp vissa städer och innehåll. När spelaren inte är i ett uppdrag kan den fritt ströva runt bland städer och landsbygd, äta på restauranger eller orsaka förödelse genom att attackera människor och förstöra saker. Att inte vara laglydig, såsom att orsaka förödelse, kommer att locka oönskad och eventuellt dödlig uppmärksamhet från de brottsbekämpande myndigheterna. Ju mer brott eller förödelse som sker, desto starkare respons. Polisen kommer att hantera "mindre" överträdelser, till exempel attack mot fotgängare, sikta vapen på människor, stjäla fordon och dråp. Medan SWAT, FBI och militären svarar på grövre brott.
Spelaren kan delta i en mängd valfria sidouppdrag, vilka kan öka spelfigurens skicklighet eller fungera som en annan inkomstkälla. De traditionella sidouppdragen från de tidigare spelen är inkluderade, alltså att köra passagerare med taxibil, släcka bränder som brandman, köra ambulans med skadade människor till sjukhus samt bekämpa brottslighet som polis (brottsbekämpare). Nya tillägg till sidouppdragen i spelet är inbrott, hallick, lastbils- och tågkörning. Vidare finns också nya tillägg som körskolor för bil, flygplan, båt och motorcykel, vilka hjälper spelaren att få färdigheter i körning av dessa fordon.
Alla platser är inte tillgängliga för spelaren i början av spelet. Vissa platser, som bilverkstäder, restauranger, gym och butiker, blir tillgängliga först efter att specifika uppdrag har slutförts. Under spelets början är bara Los Santos och dess nära förorter tillgängliga. För att låsa upp de andra städerna och landsbygden krävs återigen att specifika uppdrag genomförs. Om spelaren lyckas resa till någon av de låsta (otillgängliga) platserna i början av spelet, kommer de brottsbekämpande myndigheterna att konstant jaga spelaren.
Till skillnad från Grand Theft Auto III och Vice City som behöver laddningsskärmar när spelaren flyttar sig mellan olika stadsdelar, har San Andreas inga laddningstider när spelaren rör sig mellan olika områden. De enda laddningsskärmar som finns i spelet är innan något uppdrag påbörjas eller om spelaren går in i en byggnad. Andra skillnader mellan Grand Theft Auto: San Andreas och dess föregångare är att man kan övergå från enspelar- till flerspelarläge i Rampage-uppdrag (gäller bara konsolversionerna). En annan skillnad är samlarobjekten (kallade gömda paket i de föregående spelen), som har blivit ersatta med graffitimålningar, kamerafotograferingar, hästskor och ostron. Dessa objekt kan spelaren sålunda spreja (graffiti), ta bild (fotografering) eller samla in (hästskor och ostron).
Spelets kameravinklar samt kontrollstyrningar omarbetades för att likna ett koncept från ett annat Rockstarspel (Manhunt), men även för att få till olika smygmetoder. Korshårssiktet har också förbättras till att visa en hälsoindikator på den man siktar mot. Indikatorn ändras från grön till röd till svart beroende på måltavlans (ofta en fiende) hälsa. PC-versionen använder muskommandon för att aktivera korshårssiktet, där spelaren måste hålla in den högra musknappen för att aktivera siktet och sedan klicka eller hålla in vänster musknapp för att skjuta. Detta tillvägagångssätt används också för att hantera andra objekt, såsom kamera och sprejburk.
Spelaren kan simma och klättra över väggar för första gången i spelserien. Förmågan att simma och dyka under vatten har en stor fördel till spelaren eftersom vatten inte längre är ett hinder som dödar spelaren, vilket är fallet i de tidigare spelen. Dock är det fortfarande möjligt att drunkna under vissa situationer. Om spelaren önskar en större eldstrid kan två vapen användas samtidigt (ett vapen i varsin hand), eller att rekrytera flera gängmedlemmar som tillsammans utför en drive-by shooting. Då San Andreas har en stor karta kan spelaren sätta en vägpunkt på HUD-kartan, vilket underlättar att nå en destination.

### Spelfigurens rollspel
Rockstar har lagt tonvikt på personalisering av den spelbara huvudrollsfiguren, och detta genom att lägga till inslag av rollspel. Kläder, accessoarer, frisyrer, smycken och tatueringar finns att köpa för spelfiguren, vilka kan ge en effekt på reaktioner från andra icke-spelbara figurer i spelet. Spelfiguren eller huvudrollsfiguren heter Carl "CJ" Johnson som alltså styrs av spelaren. Carls respekt från sina rekryterade medlemmar och gatuvänner varierar beroende på hans utseende och handlingar, liksom hans relationer med sina flickvänner. Spelaren måste se till att Carl äter mat för att hålla sig frisk (full hälsa) och att han tränar tillräckligt. Balansen mellan mat och fysisk aktivitet påverkar hans utseende och uthållighet. Om han struntar i att träna, äter fel mat, tar bilen till uppdrag i stället för att springa eller cykla, kommer han att bli överviktig.
Grand Theft Auto: San Andreas samlar och sparar förvärvade färdigheter inom områden som fordonskörning, skjutvapenhantering, uthållighet och lungkapacitet (hur länge Carl kan hålla andan vid dykning), vilka förbättras ju mer dem används i spelet. Carl kan lära sig tre olika stilar av praktiska strider: boxning, sparkboxning och kung-fu. Dessa lärs ut på respektive gym i en av spelets tre städer. Vidare kan Carl också prata med vissa fotgängare i spelet, där han då väljer att svara ett positivt eller negativt svar. Enligt Rockstar finns det ungefär 4 200 rader av meningar i inspelad dialog som Carl använder, och då är inte filmscener inräknade.

#### Skicklighet
Till skillnad mot de andra Grand Theft Auto-spelen i serien ökar Carls skicklighet inom olika områden då dessa tränas upp. Ju högre nivå, desto bättre hanterar Carl detta område. Exempel på vad spelaren blir bättre på vid utföranden är:
- Styrka, spelaren blir starkare genom träning på gym och får större muskler.
- Uthållighet, får högre kondition genom att springa, cykla och simma.
- Lungkapacitet, hur länge spelaren kan hålla andan vid dykning och ökas genom upprepad dykning.
- Fordonshantering, indelad i bil, cykel, motorcykel och flygplan vilka spelaren blir bättre på att köra och hantera ju längre total sträcka.
- Vapenhantering, indelad i respektive vapen som finns i spelet där spelaren blir bättre på att hantera dessa ju oftare de används mot fiender och fordon.

### Fordon
Totalt finns det 212 olika fordon i spelet, vilket kan jämföras med ungefär 60 fordon som finns i Grand Theft Auto III. Exempel på nya fordonstillägg i San Andreas är cyklar, skördetröska, sopmaskin, ryggraket och släpvagn. Fordonens fysiksimulering liknar de racingspelen från Midnight Club, vilket möjliggör en större kontroll av fordon i luften samt uppgradering av lustgassystem och estetisk modding.
Det finns flera olika klasser av fordon som lämpar sig för olika syften. Terrängfordon presterar bättre i tuffa miljöer medan sportbilar presterar bättre på asfalterad väg. Jetflygplan är snabba men behöver vanligtvis en landningsbana för att landa, torts det finns en inställning som möjliggör vertikal landning. Helikoptrar kan landa nästan var som helst och är lättare att kontrollera i luften, men är långsammare. I de tidigare Grand Theft Auto-spelen finns det bara ett fåtal luftfarkoster, vilka är också svåra att finna och hantera. I San Andreas finns det elva flygplansmodeller och nio helikoptermodeller, som är mer integrerade i spelets handling och uppdrag. Vidare kan spelaren också hoppa fallskärm från en luftfarkost eller hög höjd. Flera nya båtmodeller har dessutom lagts till, vilka vissa är väldigt modifierade.

### Övriga tillägg och förändringar
Andra nya egenskaper och förändringar som inte finns med i tidigare Grand Theft Auto-spel är:
- Gängkrig: Krig med fientliga gäng framkallas varje gång spelaren befinner sig i ett fientligt gängs territorium och dödar minst tre gängmedlemmar. Om spelaren sedan överlever tre attackvågor från gängmedlemmar kommer spelaren att vinna kontroll över territoriet, och därmed kommer spelarens egna gängmedlemmar att synas som fotgängare i området. Ju fler territorier som spelaren kontrollerar över, desto mer pengar kommer att genereras. Emellanåt kommer även spelarens territorier att attackeras av fientliga gäng, och för att behålla kvar dem måste spelaren besegra dessa attacker. När alla markerade territorier har blivit övertagna från ett gäng, kan det gänget inte längre attackera. Likaså när alla territorier har blivit övertagna från samtliga gäng, då kommer spelarens territorier aldrig bli attackerade.[26]
- Bilmodding: De flesta bilar i spelet kan modifieras och uppgraderas hos bilverkstäder. Att modifiera en bil ger i stort sett bara estetiska effekter. Men det finns några få uppgraderingar som förbättrar en viss prestanda: bilstereo och lustgassystem, vilka ökar radions bas respektive ger bilen en hastighetsökning. Det går även att uppgradera med hydraulik, som gör att spelaren kan kontrollera bilens upphängning. Exempel på estetiska modifieringar är omlackering, fälgar, karossatser, sidokjolar, stötfångare och spoilers.
- Inbrott: Som en fortsättning på spelseriens tradition av kontroverser ingår inbrott som ett sidouppdrag i spelet. Detta sidouppdrag är ett alternativ för spelaren att tjäna pengar.[27] Genom att skaffa en speciell skåpbil kan spelaren smyga sig in i en bostad på natten och stjäla värdesaker samt hota de inneboende.
- Minispel: Flera minispel finns tillgängliga i San Andreas, såsom basket, biljard, arkadspel och rytmiska musikutmaningar (varav en handlar om att spelaren ska dansa till musik, och den andra handlar om att spelaren ska "hoppa" med en lowrider till musik). Vidare finns det också kasinon och hästkapplöpning (hästkapplöpning kan endast åskådas virtuellt på en tv-skärm) där spelaren kan satsa spelets fiktiva pengar.[28]
- Pengar: Spelets pengarsystem har fått en större betydelse och användning än i de tidigare Grand Theft Auto-spelen. Spelaren har möjlighet att spendera sina pengar på exempelvis hasardspel, kläder, tatueringar och måltider. Stora förluster i hasardspel gör att spelaren hamnar i skuld, vilket visas med negativa röda siffror. I en sådan situation kommer Carl (spelaren) att få ett oväntat telefonsamtal där en mystisk person berättar för honom om hans skulder. Om spelaren inte lyckas med att återbetala skulden får Carl ett andra samtal, och därefter kommer en eller flera personer att dyka upp, vilka börjar skjuta på Carl.
- Flerspelarläge: De så kallade Rampage-uppdragen kan bara utföras av två spelare, och endast i konsolversionerna. De två spelarna visas samtidigt på en bildskärm och måste därför vara nära varandra. Rampages (svenska: Vansinnesdåd) fungerar annars som i de tidigare spelen av serien, till exempel att döda ett visst antal fotgängare under en begränsad tid.

## Handling

### Miljö
Handlingen i Grand Theft Auto: San Andreas äger rum 1992 i den fiktiva och amerikanska delstaten San Andreas, vilken har stora influenser från Kalifornien och Nevada. Delstaten omfattar i sin tur tre fiktiva storstäder: Los Santos som motsvarar Los Angeles, San Fierro som motsvarar San Francisco och Las Venturas som motsvarar Las Vegas. Landskapen omkring dessa städer är också baserade på sydvästra USA. Spelaren kan ta sig upp för ett 800 meters högt berg, kallat Mount Chiliad (baserat på Mount Diablo), fallskärmshoppa från höga toppar och skyskrapor, samt besöka tolv mindre orter och byar som ligger i fem counties: Red County, Flint County, Bone County, Tierra Robada och Whetstone. Andra anmärkningsvärda destinationer som är baserade på verkliga områden eller konstruktioner är Sherman Dam (Hooverdammen), den hemliga militärbasen Area 69 (Area 51), en mycket stor parabolantenn (tagen från Very Large Array), Vinewood (Hollywood) och Vinewood-skylten (Hollywoodskylten). I San Fierro finns en stor väg- och järnvägsbro som är baserade på Forthbron (vägbro) respektive Forthbron (järnvägsbro). Dessa verkliga broar förbinder Edinburgh (där Rockstar North har sitt säte) och Fife. Den fiktiva vägbron påminner dock mycket om San Francisco–Oakland Bay Bridge. Det finns också en tredje bro i San Fierro, kallad Gant Bridge, och som är en tydlig modell av Golden Gate-bron. Hela San Andreas område eller karta är på 36 kvadratkilometer, alltså nästan fyra gånger så stort som Vice City (staden i Grand Theft Auto: Vice City), och nästan fem gånger så stort om Liberty City (staden i Grand Theft Auto III). San Andreas tre städer har flera transportnät mellan sig, till exempel motorvägar, ett järnvägssystem och flygtrafik. Medan spelets föregångare endast utspelar sig i en stad, har San Andreas inte bara tre stora städer med förorter utan också landskap med landsbygd mellan städerna, till exempel skogar, berg, öknar och slätter.

### Berättelse
Spelets huvudperson heter Carl Johnson, kallad CJ, som fem år tidigare flyttat från staden Los Santos, en stad fylld med droger och gängproblem, till den "bättre" staden Liberty City.
Året är 1992 och Carl har återvänt till Los Santos igen, efter det att hans mor, Beverly Johnson, mördats i en drive-by shooting. På väg från flygplatsen till barndomshemmet blir Carls taxi stoppad av "C.R.A.S.H." (Community Resources Against Street Hoodlums, på svenska: Gemenskapsresurser mot gatuligister), en polisiär antigäng-enhet som består av de korrupta poliserna Frank Tenpenny (ledaren), Eddie Pulaski och Jimmy Hernandez. Tenpenny tvingar Carl att arbeta för honom genom att hota Carl för ett begånget mord på en polisman, vars död i själva verket hade utförts av Hernandez. Därefter släpper de Carl som kan fortsätta hem.
På begravningsplatsen där modern är begravd återförenas Carl med sin överlevande familj: storebror Sean "Sweet" Johnson och lillasyster Kendl Johnson. Sweet konfronterar ilsket över Carls långa frånvaro från familjen och skyller honom för deras gängs (Grove Street Families) minskade tillvaro. Carl börjar förstå hur illa det har blivit för hans gäng och familj, och lovar Sweet att stanna kvar och återuppbygga gänget. De två bröderna börjar arbeta nära med sina vänner Big Smoke och Ryder, där de försöker återställa Grove Street-gängets makt ifrån det stora rivalgänget, Ballas. Under denna tid, där bland annat ett gängkrig bryter ut, blir Carl även tvungen att göra vissa ärenden för Tenpenny. Senare ber Sweet att Carl ska undersöka Kendls nya pojkvän, Cesar Vialpando, som är en högt uppsatt medlem i det spansktalande gänget Varrios Los Aztecas. Trots Sweets föreställningar om den nye pojkvännen upptäcker Carl att Cesar verkligen bryr sig om Kendl, och de både männen blir vänner.
Grove Street-gänget växer starkare än någonsin, och Sweet planerar att anfalla en stor Ballas-grupp för att därmed avsluta kriget. Emellertid innan Carl kan gå in i strid, får han ett telefonsamtal från Cesar som ber honom att komma för att bevittna om en viktig sak. Carl möter Cesar på ett dolt ställe där de båda får se hur Big Smoke, Ryder, Tenpenny och några Ballas-medlemmar transporterar undan den bil som användes under Beverlys mord. Detta gör Carl rasande då han nu inser att hans vänner är inblandade i hans mors död, men även för att de samarbetar med Tenpenny och Ballas och därmed säljer ut Grove Street Families. Därefter skyndar Carl till Sweet för att varna honom. Men Carl kommer försent då Sweet redan har skottskadats allvarligt från Ballas motangrepp. Tenpenny dyker strax upp med flera poliser bakom sig och arresterar dem båda. Då Grove Streets ledarskap har helt avskurits, kan Big Smoke och Ryder öppet förklara sin allians med Ballas. De tar över Los Santos där de översvämmar gatorna med droger och samtidigt får skydd av Tenpenny som skyddar dem från polisiära intrång.
Sweet har nu hamnat på ett fängelsesjukhus och Carl har blivit tvångsexilerad till landsbygden utanför Los Santos av Tenpenny som ser sin chans att utnyttja Carl ännu mer. Carl får lyckligtvis återförena sig med Kendl och Cesar, vilka är hans enda nära och kära som också har flytt till landsbygden. De föreslår till Carl att börja tjäna pengar och introducerar honom för Cesars kusin Catalina. Carl och Catalina börjar utföra flera rån i området, och de inleder också ett kortlivat förhållande. Senare stöter Carl på en hippie som kallas The Truth och som har en cannabisodling utanför San Fierro. Carl får också bekanta sig med en blind kinesisk-amerikansk triadledare vid namn Wu Zi Mu (kallas ofta bara för Woozie), vilka kör en biltävling mot varandra. Carls och Catalinas förhållande får ett avslut under en annan biltävling, där Carl tävlar mot henne och hennes nye pojkvän (Claude), och vinner över dem. Som pris får Carl en tom och övergiven bensinstation, som också fungerar som ett garage och bilverkstad, i San Fierro. Carl, The Truth, Cesar och Kendl åker dit för att skapa ett behagligare liv. Efter ett tag i San Fierro har Carl byggt upp ett nytt kontaktnät där, och får så småningom insyn till Loco Syndicate, ett brottssyndikat som Big Smoke och Ryder har narkotikahandel med. Carl infiltrerar denna kriminella organisation och lyckas identifiera dess ledare, Mike Toreno. Efter en mogen tid dödar Carl två nyckelpersoner från organisationen: Jizzy B och "T-Bone" Mendez. Under samma veva som T-Bone dödas, dödar Carl även Ryder. Strax därefter hjälper Woozie till att spåra en helikopter som Mike Toreno åker i. Carl skyndar sig dit och skjuter ner helikoptern i tron att Toreno är nu också död. Det enda som återstår av Loco Syndicate är en drogfabrik, vilken Carl spränger sönder.
En stund senare får Carl ett okänt telefonsamtal där en förvrängd röst ber honom att komma till en ranch i öknen. Väl framme dyker Toreno upp som överraskande är vid liv, och säger att det var han som ringde Carl. Toreno avslöjar att han är en hemlig myndighetsagent som spionerar på kriminella verksamheter och vill ha Carls hjälp i utbyte mot Sweets frihet. Under denna angelägenhet får Carl även en inbjudan av Woozie till att bli partner i kasinohotellet The Four Dragons Hotel & Casino, som kämpar med problem från italienska maffiagäng i Las Venturas. Carl hjälper Woozie med att planera en rånkupp mot de italienska gängens kasino Caligula's Palace, och det genom att jobba och vinna förtroende för ett av gängens ledare Salvatore Leone (är ledare för maffiafamiljen Leone i Liberty City och har en viktig handling i Grand Theft Auto III). Efter en tids förberedning utförs kuppen framgångsrikt, och Woozie och hans gäng (San Fierro Triads) får nu en viktig maktposition i Las Venturas.
Tenpenny får en rädsla av att han snart kommer bli avslöjad, och skickar sin kollega Eddie Pulaski för att döda Carl och den andre kollegan Jimmy Hernandez, vilken Tenpenny har fått veta är en intern visselblåsare. Carl möter de tre polismännen i en spökstad där Carl blir tvingad att gräva en grav för den skadade och medvetslöse Hernandez, men som också skulle ha blivit Carls egen grav. Tenpenny lämnar dem ensamma, och Pulaski får vakta Carl under pistolhot. När Carl har grävt färdigt och ska precis bli avrättad, vaknar Hernandez till liv och gör ett sista försök att attackera Pulaski. Pulaski lyckas dock skjuta honom, men i gengäld tappar han kontrollen över Carl och börjar springa därifrån. Carl får nu en chans att jaga och slutligen döda Pulaski.
Lite senare frågar Toreno om en sista tjänst innan han befriar Sweet. Carl utför tjänsten och Sweet släpps fri. Carl hämtar upp sin bror på fängelset i Los Santos och berättar hur han har klättrat upp i världen, att han äger en verksamhet i San Fierro, en kasinodel i Las Venturas och en herrgård. Men Sweet blir istället arg på att han sprang bort och lät deras hem tas över av rivaliserande gängmedlemmar och droghandlare. Carl får återigen hjälpa Sweet med att eliminera bort de fientliga gängen från deras gata och återuppbygga Grove Street Families. Tenpenny arresteras kort därefter, anklagad för flera brott, bland annat korruption. Dock får han ingen dom på grund av bristande bevis, vilket leder till ett upplopp i Los Santos (har klara likheter med kravallerna i Los Angeles 1992). Då både Carl och Cesar har varit borta från Los Santos ett tag, har Cesar också fått problem med sitt område och ber Carl om hjälp med att återta området från Vagos- till Azteca-gänget.
Sweet får snart veta att Big Smoke gömmer sig i en bevakad byggnad, och han och Carl tänker konfrontera honom. Carl går ensam in i byggnaden, kämpar sig igenom beväpnade människor till översta våningen och möter där Big Smoke. Carl försöker resonera med Big Smoke, men istället utlöses en eldstrid mellan dem. Carl besegrar honom, och en dödligt skadad Big Smoke erkänner att han förrådde Grove Street för att få mer makt och pengar. Big Smoke dör därefter, och in kommer Tenpenny som under vapenhot tvingar Carl att packa en väska med Big Smokes pengar från ett kassaskåp. Sedan flyr Tenpenny ut ur byggnaden, och likaså Carl som möter Sweet utanför. Tenpenny hoppar in i en brandbil och använder den som flyktbil, vilken Carl och Sweet börjar jaga efter. Efter en tids biljakt tappar Tenpenny kontrollen över brandbilen och kraschar ner från en bro som går över Grove Street-vägen, i närheten av Carls och Sweets hem. Carl och flera av hans vänner kommer till den kraschade brandbilen och tittar på när Tenpenny kryper ifrån den, men han hinner knappt ta några steg innan han slutligen dör. Efteråt går de hem till Carl, där hans vänner och familj firar.

### Gäng
Spelets tema kretsar mycket kring gängkrig där huvudpersonen Carl "CJ" Johnson är medlem i ett gatugäng, kallat Grove Street Families. Gänget kämpar mot de stora rivaliserade gängen Ballas och Los Santos Vagos för respekt och kontroll om områden i Los Santos. Men även Varrios Los Aztecas är ett fientligt gäng, dock är de generellt neutrala mot Carl, såvida spelaren inte provocerar dem. I San Fierro finns tre tydliga gäng: mexikanska San Fierro Rifa, vietnamesiska Da Nang Boys och kinesiska San Fierro Triads. Det sistnämnda gänget är i allians med Grove Street Families då de båda gängens ledare (Carl och Wu Zi Mu) blir goda vänner under berättelsen. San Fierro Triads bedriver också ett kasino i Las Venturas, där de konkurreras av den italienska maffian, bestående av Forelli, Sindacco och Leone, vilka gemensamt bedriver ett annat kasino. Den ryska maffian gör också ett mindre framträdande under berättelsen.
Medlemmarna i varje gäng har ofta någon speciell klädstil som kännetecknas av just det gänget, exempelvis har Grove Street Families grönfärgade kläder.

### Rollfigurer
Rollfigurerna i spelet är relativt olika varandra och är hemmastadda i någon av städerna eller områdena. Genom att det är flera och olika rollfigurer som är utspridda i San Andreas har spelets handling och berättelse fått ett större utbud än i Grand Theft Auto III och Vice City. Spelaren styr och kontrollerar huvudrollsfiguren Carl Johnson, kallad CJ. Han är en ung afroamerikan från Los Santos, och som efter en större vistelse i en annan stad återvänder hem till Los Santos då hans mor har mördats.
Liksom de två tidigare Grand Theft Auto-spelen har San Andreas flera kända röstskådespelare, till exempel David Cross, Andy Dick, Samuel L. Jackson, James Woods, Peter Fonda, Charlie Murphy, Chris Penn, Danny Dyer, William Fichtner, Wil Wheaton, Ice-T, Chuck D, Frost, MC Eiht, The Game, George Clinton, Axl Rose, Sly and Robbie och Shaun Ryder. Young Maylay gjorde sin stora debut som röstskådespelare åt huvudrollsfiguren Carl.

#### Rollfigurer i urval
- Carl "CJ" Johnson, röst av Young Maylay – Huvudrollsfigur i spelet och lillebror till gängledaren Sean "Sweet" Johnson i Grove Street-gänget. Carl fungerar även som den andre ledaren i gänget.
- Sean "Sweet" Johnson, röst av Faizon Love – Carls storebror och ledare för Grove Street Families. Han vägrar handla med droger, varför han har många fiender, även bland sina egna.
- Melvin "Big Smoke" Harris, röst av Clifton Powell – Överviktig och mäktig medlem i Grove Street Families. Carl dödar honom i hans crack-palats i slutet av berättelsen. De båda ångrar sig innan Big Smoke dör.
- Lance "Ryder" Wilson, röst av MC Eiht – Hög rangordnad medlem i samma gäng. Han är en instabil person, röker ofta en joint blandad med PCP och sysslar med privat vapenstöld. Han avslöjas som en av förrädarna som satte dit Sweet för C.R.A.S.H. Dödas ungefär i mitten av berättelsen av Carl i San Fierros hamn. Ryders utseende påminner mycket om rapparen Eazy-E.
- Kendl Johnson, röst av Yo-Yo – Carls och Sweets lillasyster. Målmedveten och minst lika stursk som sina bröder. Hennes pojkvän är Cesar Vialpando.
- Cesar Vialpando, röst av Clifton Collins Jr. – Kendls pojkvän och en hög uppsatt ledare för det spansktalande gänget Varrios Los Aztecas i Los Santos.
- Jeffrey "OG Loc" Cross, röst av Jonathan Anderson – Nyligen utkommen från fängelset med ambition om att bli en rappare, trots att han är usel och inte har någon talang överhuvudtaget.
- The Truth, röst av Peter Fonda – Hippie som bor i vildmarken mellan Los Santos och San Fierro. Han har en cannabisodling på en gård och är en lojal vän till Carl. The Truth pratar svamligt och svårbegripligt.
- Madd Dogg, röst av Ice-T – Känd rappare i San Andreas. Han får sitt nya album stulet av Carl och försöker en tid senare begå självmord. Men han räddas av Carl, och som tack får Carl bli den nye manager åt Madd Dogg.
- Frank Tenpenny, röst av Samuel L. Jackson – Huvudfiende i spelet och korrupt polisman i C.R.A.S.H. Tvingar Carl att utföra uppdrag för att han har falska bevis för att Carl har dödat en annan polisman, vilket Carl inte har gjort. Uppdragen går mest ut på att döda människor som har bevis för att Tenpenny är en brottsling. Dödas sist av alla i berättelsen när han faller ner från en bro i en brandbil som jagades av Sweet och Carl.
- Edward "Eddie" Pulaski, röst av Chris Penn – Rå och ohyfsad polisman som hantlangar åt Frank Tenpenny. Dödas av Carl efter en biljakt i ökenregionerna.
- Jimmy Hernandez, röst av Armando Riesco – Polisman med latinamerikansk härkomst och är med i C.R.A.S.H. Kollega och medhjälpare åt Tenpenny och Eddie. Förråder sina korrupta kollegor men dödas dock, innan det har hunnit bli rättegång, i ökenregionerna mellan San Fierro och Las Venturas.
- Catalina, röst av Cynthia Farell – Våldsam och smått galen skurk. Kusin till Cesar Vialpando. Hon blir kär i Carl, men lämnar honom för Claude. Både Catalina och Claude är med som rollfigurer i Grand Theft Auto III, där den första är fiende och den andre huvudperson.
- Mike Toreno, röst av James Woods – Jobbar åt en hemlig myndighet, och ordnar så att Sweet blir utsläppt ur fängelset efter att Carl utfört flera uppdrag åt honom.
- Kent Paul, röst av Danny Dyer – Var med i Grand Theft Auto: Vice City där han var Tommy Vercettis informationskälla. Är numera arbetslös musikproducent och medhjälpare till Ken Rosenberg i Las Venturas.
- Maccer, röst av Shaun Ryder – Medarbetare till Kent Paul och sångare i bandet "The Gurning Chimps". Tappade bort sina bandmedlemmar efter en utflykt i öknen och ses sedan med Kent Paul under resten av berättelsen.
- Wu Zi Mu ("Woozie"), röst av James Yaegashi – Blind ledare för en av triaderna (San Fierro Triads) i San Fierro. Äger ett kasino i Las Venturas. Woozie och Carl är både vänner och allierade tillsammans.
- Ken Rosenberg, röst av William Fichtner – Deprimerad och nervös advokat som fungerar som mellanhand mellan de tre maffiafamiljerna som kontrollerar Caligula's Palace (ett kasino) i Las Venturas. Ken finns med i Grand Theft Auto: Vice City där han är Tommy Vercettis advokat och medhjälpare.
- Salvatore Leone, röst av Frank Vincent – Don över maffiafamiljen Leone i Liberty City. Kommer till Las Venturas för att se över situationen hos Caligula's Palace. Han är även med som en fientlig rollfigur i Grand Theft Auto III.
- Jizzy B, röst av Charlie Murphy – Den största hallicken i San Fierro och medlem i brottssyndikatet Loco Syndicate. Mördas av Carl.
- Zero, röst av David Cross – Elektroniknörd som hjälper Carl med hans verksamhet i San Fierro. Äger en egen hobbyaffär för radiostyrda fordon.
- "T-Bone" Mendez, röst av Kid Frost – Den som sköter muskelarbetet för Loco Syndicate och är mycket mäktig. Mördas av Carl i samma uppdrag som Ryder mördas.

## Film
En kort machinima-film, kallad The Introduction, släpptes på DVD tillsammans med Grand Theft Auto: San Andreas Special Edition för Playstation 2, samt med Grand Theft Auto: San Andreas Official Soundtrack. Den 26-minuters långa filmen är en prequel och skildrar de händelser som leder upp till spelets berättelse. Filmen slutar där spelet börjar, alltså när Sean "Sweet" Johnson ringer sin bror Carl och berättar att deras mor Beverly har dött. I filmen visas en del platser från Grand Theft Auto III. Till Playstation 2-utgåvan medföljdes också dokumentärfilmen Sunday Driver, som handlar om Kaliforniens äldsta svarta lowrider-klubb.

## Musik
Likt de två tidigare spelen i Grand Theft Auto-serien, har San Andreas många stycken välkänd populärmusik från den tid och plats som spelet utspelar sig i, alltså tidigt 1990-tal på den amerikanska västkusten.
Spelet har elva valbara radiostationer som spelaren kan lyssna på när man är i ett fordon. Det finns ungefär 10–20 låtar per station, samt diskussioner och reklam. Radiostationerna är:
- Master Sounds 98.3 (rare groove, klassisk funk och soul)
- Playback FM (klassisk hip hop)
- Bounce FM (funk, disko, soul och R&B)
- K-DST (klassisk rock med Axl Rose som radiovärd)
- K-JAH Radio West (reggae, dancehall och dub, är en variant av K-Jah Radio i Grand Theft Auto III)
- CSR 103.2 (förkortning för Contemporary Soul Radio, spelar samtida soul, new jack swing och pojkband)
- Radio X (alternativ rock, heavy metal och grunge)
- K-ROSE (countrymusik)
- Radio Los Santos (västkusthiphop och gangstarap)
- SF-UR (förkortning för San Fierro Underground Radio, spelar housemusik)
- WCTR (förkortning för West Coast Talk Radio, är endast en pratradio)

Spelets radiosystem har förbättrats från de tidigare spelen i serien. I de tidigare spelen hade varje radiostation en enda ljudfil som spelade samma låtar, kommentarer och reklam i samma ordning. Men i San Andreas spelas låtarna i slumpmässig ordningsföljd för respektive radiostation, och likaså med kommentarer och reklam inför och efter en låt. Pratradiostationen WCTR ändrar många gånger deras program för att relatera till diskussioner om händelser som uppstår under spelets gång.
Lazlow Jones, som tidigare medverkat som radiovärd i Grand Theft Auto III och Vice City, är återigen tillbaka i programmet Entertaining America på WCTR, där han spelar sig själv som en fiktiv roll. Lazlow intervjuar flera rollfigurer som har en betydelse i berättelsen, till exempel Jeffrey Cross ("OG Loc"), Big Smoke, Madd Dogg och The Truth.
Spelets Xbox-, iOS- och PC-versioner har även en ytterligare radiostation som spelar upp MP3-låtar som användaren själv kan lägga in. Likt de andra radiostationerna, innehåller denna station också reklam mellan låtarna. Denna möjlighet finns inte på Playstation 2-versionen eller om spelet spelas på Xbox 360.

## Mottagande
| Mottagande | Mottagande |
| Samlingsbetyg | Samlingsbetyg |
| Tjänst | Betyg |
| --- | --- |
| Metacritic | 84/100 (iOS) 93/100 (PC) 95/100 (PS2) 93/100 (Xbox) |
| Recensionsbetyg | |
| Publikation | Betyg |
| Gamespot | 9/10 (PC) 9,6/10 (PS2) 9,2/10 (Xbox) |
| IGN | 8,3/10 (iOS) 9,3/10 (PC) 9,9/10 (PS2) 9,5/10 (Xbox) |
| Toucharcade | (iOS) |
| \| Utmärkelser \| Utmärkelser \| \| Publikation \| Utmärkelse \| \| -------------------------------- \| ------------------------------------------------------------------------------------------------------------------------------------------------------------------------------------------------------------------------------ \| \| IGN:s Best of 2004 \| Årets Playstation 2-spel,[68] Bästa actionspelet för Playstation 2,[69] Bästa berättelsen för Playstation 2[70] \| \| Gamespots Best and Worst of 2004 \| Bästa Playstation 2-spelet,[71] Bästa actionäventyrsspelet,[72] Läsares val — Bästa actionäventyrsspelet för Playstation 2,[73] Läsares val — Årets Playstation 2-spel,[74] Bästa röstskådespeleriet,[75] Roligaste spelet[76] \| \| Spike Video Game Awards 2004 \| Årets spel,[77] Bästa framförande av en människa (man),[77] Bästa actionspelet,[77] Bästa soundtracket[77] \| | |
| Utmärkelser | |
| Publikation | Utmärkelse |
| IGN:s Best of 2004 | Årets Playstation 2-spel, Bästa actionspelet för Playstation 2, Bästa berättelsen för Playstation 2 |
| Gamespots Best and Worst of 2004 | Bästa Playstation 2-spelet, Bästa actionäventyrsspelet, Läsares val — Bästa actionäventyrsspelet för Playstation 2, Läsares val — Årets Playstation 2-spel, Bästa röstskådespeleriet, Roligaste spelet |
| Spike Video Game Awards 2004 | Årets spel, Bästa framförande av en människa (man), Bästa actionspelet, Bästa soundtracket |

Grand Theft Auto: San Andreas släpptes till kritisk hyllning. Det fick ett genomsnittligt betyg på 95 av 100 från samlingsbetygswebbsidan Metacritic, och blev därmed det femte högst rankade spelet någonsin på Playstation 2. IGN gav spelet ett betyg på 9,9 av 10, vilket var det högsta betyget de någonsin har gett till ett Playstation 2-spel, och kallade spelet för "ett fantastiskt oändligt mästerverk". Gamespot betygsatte spelet med 9,6 av 10 och tilldelade det Editor's Choice-utmärkelse. Jeff Gerstmann sa att "San Andreas lever definitivt upp till Grand Theft Auto-titeln. Det är faktiskt det bästa spelet i serien." Spelet fick också betyg A från 1UP.com samt 10 av 10 poäng från Official U.S. PlayStation Magazine. Grand Theft Auto: San Andreas fick många gemensamma hyllningar för dess öppna värld, storlek på San Andreas-kartan, intressanta berättelse och goda röstuppträdande. De negativa recensionerna handlade mest om grafiska problem, dåliga rollfigursmodeller, låg upplösning på texturer, samt styrning och kontroll, särskilt med automatsiktet på fiender. Vissa kritiker hävdade också att även om mycket nytt har lagts till i spelet, har bara lite av det förfinats eller genomförts väl.
Ända sedan Grand Theft Auto: San Andreas släpptes har det ansetts vara ett av de mest framstående spelen genom tiderna. Spelet placerades som nummer 27 på Top 100 Games to Play Today av Edge. 2015 fick spelet en åttonde placering på The 15 Best Games Since 2000-listan av USgamer.

### Försäljning
Under mars 2005 hade Playstation 2-versionen av spelet sålts i över 12 miljoner exemplar, vilket gjorde det till det bästsäljande Playstation 2-spelet. Spelet fick ett "Diamond"-pris av Entertainment and Leisure Software Publishers Association (ELSPA), vilket betyder att spelet har sålt i minst en miljon kopior i Storbritannien. Den 26 september 2007 meddelade Take-Two Interactive att Grand Theft Auto: San Andreas har sålts i 20 miljoner exemplar, och den 26 mars 2008 meddelade de att San Andreas har sålts i 21,5 miljoner exemplar. I boken Guinness World Records 2009 Gamer's Edition listades Playstation 2-versionen som den framgångsrikaste, med 17,33 miljoner sålda kopior av totalt 21,5 miljoner för alla versioner eller plattformar. 2011 rapporterade Kotaku att enligt Rockstar Games har Grand Theft Auto: San Andreas sålt 27,5 miljoner exemplar världen över.

## Kontroverser
Grand Theft Auto: San Andreas har blivit kritiserad av vissa för dess märkbara rasstereotyp. En del såg den påstådda stereotypen som ironisk, medan andra försvarade spelet och tyckte att berättelsen kunde visa människor i olika bakgrunder. I en studie med tre försöksgrupper av ungdomar med olika bakgrunder, tyckte två av dem att rasstereotypen i spelet inte var så uppseendeväckande, då spelet är fiktivt och kan liknas som en film. Den tredje gruppen var nästan helt ointresserad av att diskutera om det ämnet och såg spelet mer som ett sandlådespel. Gällande spelets våldsamhet såg den första gruppen lite bekymmer med det men påpekade att det har att göra med vad för sorts person som spelar spelet. Den andra gruppen såg det som orealistiskt jämfört med den verkliga världen, medan den tredje gruppen var mer intresserad av olika tekniker och tricks samt att utforska spelets öppna värld istället för att "skjuta och döda". En av slutsatserna i studien var att spelare redan innan har förutfattade meningar än att bli påverkad av spelets innehåll.

### Hot Coffee (modifikation)
I mitten av juni 2005 släpptes en modifikation för spelet, kallad Hot Coffee (svenska: varm kaffe), av Patrick Wildenborg (under internet-aliaset "PatrickW") från Nederländerna. Modifikationen ger spelare tillgång till hemliga sexscener i spelet. I det omodifierade spelet kan spelfiguren (Carl "CJ" Johnson) ha flickvänner. Efter att ha varit ute på en dejt med någon flickvän, kan flickvännen eventuellt bjuda hem Carl för en varm kopp kaffe. Om spelaren accepterar inbjudan, kommer kameravinkeln stanna kvar utanför flickvännens hem och sväva fram och tillbaka med ett stönande ljud. Men med den installerade modifikationen kan spelaren även komma in i flickvännens hem och delta i ett fullt påklätt samlag, som även kommer att fungera som ett minispel. Detta skapade en stor kontrovers och flera högt uppsatta politiker i USA gav offentliga svar. Det visade sig också att spelet redan hade detta innehåll, och att modifikationen endast behövdes för att låsa upp innehållet som annars var dolt.
Den 20 juli 2005 ändrade ESRB (en organisation i Nordamerika som sätter åldersgränser på datorspel) spelets åldersgräns från Mature (17 år och äldre) till Adults Only (18 år och äldre). Detta gjorde Grand Theft Auto: San Andreas till det enda massutgivna konsolspelet med Adults Only-märkningen i USA. Rockstar meddelade då att de skulle upphöra med tillverkningen av just denna upplaga som innehåller det kontroversiella materialet. Rockstar gav sina distributörer möjligheten att antingen klistra på ett Adults Only-märke på spelen, eller att returnera dem och få ersatta versioner av spelet utan Hot Coffee-innehållet. Många affärer plockade ner spelet från sina hyllor i enlighet med deras butiksregler som hindrar dem från att sälja Adults Only-spel. Under samma månad i Australien upphävde OFLC (den australiska motsvarigheten för ESRB) spelets åldersgräns på MA 15+, vilket innebar att spelet inte längre kunde säljas i landet.
I augusti 2005 släppte Rockstar North en officiell "Cold Coffee"-programfix för PC-versionen och började ge ut en ny upplaga (Grand Theft Auto: San Andreas Version 2.0) utan Hot Coffee-scenerna, vilket gjorde att spelet återfick åldersgränsen Mature. Playstation 2- och Xboxversionerna har också fått nya utgivningar: Greatest Hits Edition, Platinum Edition och Grand Theft Auto Trilogy Pack. Samtliga av dessa har fått Hot Coffee borttaget.
Den 8 november 2007 tillkännagav Take-Two ett förslag på en förlikning för den rättstvist som har väckts mot dem efter Hot Coffee-kontroversen. Om domstolen godkänner den föreslagna förlikningen skulle varken Take-Two eller Rockstar Games erkänna ansvar eller felaktig handling. Konsumenter skulle då också få möjlighet att byta ut sina Adults Only-versioner av spelet mot Mature-versioner, samt eventuellt få en kompensation på 35 dollar efter att ha undertecknat ett dokument.
I en artikel på The New York Times den 25 juni 2008 rapporterades det om att totalt 2 676 ansökningar hade lämnats in för att få kompensation.

## Uppföljare
Efter Grand Theft Auto: San Andreas, släpptes Grand Theft Auto: Liberty City Stories och Grand Theft Auto: Vice City Stories, båda utvecklade av Rockstar Leeds. Till skillnad från San Andreas och dess föregångare, är Liberty City Stories och Vice City Stories endast tillgängliga för Playstation Portable. Det finns ingen Windows- eller Xboxversion av de två spelen, men däremot gjordes en Playstation 2-portering som kom ut senare. San Andreas utmärker sig ändå som det sista stora Grand Theft Auto-spelet över den sjätte generationens konsoler.
Liberty City Stories och Vice City Stories är prequels till San Andreas föregångare, och de båda spelen utspelar sig på kartorna från Grand Theft Auto III respektive Grand Theft Auto: Vice City. Var och en av kartorna täcker ett betydligt mindre område än San Andreas. Liberty City Stories och Vice City Stories har tagit bort flera element från spelupplägget i San Andreas, till exempel att simma (blev återinfört på en begränsad nivå i Vice City Stories) och att klättra. Liberty City Stories utspelar sig ungefär sex år efter händelserna i San Andreas, och Vice City Stories utspelar sig ungefär åtta år innan händelserna i San Andreas. De båda spelen gör hänvisningar till rollfigurer i San Andreas. Att kunna anpassa sin spelfigur, genom att exempelvis byta kläder i en garderob, har bibehållits för alla de senare spelen i serien. Men vissa element, till exempel att spelfiguren måste träna en fysisk aktivitet, har Rockstar tagit bort.
Grand Theft Auto: San Andreas har markerat sig som den tekniska höjdpunkten i Grand Theft Auto III-eran (också känd som "3D-universum" eller "3D-eran"), och är även det sista spelet därifrån (bortsett från de bärbara konsolavknopparna Liberty City Stories and Vice City Stories). Därefter släppte Rockstar deras nästa storslagna spel, Grand Theft Auto IV, vilket blev början för spelseriens "HD-universum" och det första Grand Theft Auto-spelet för den sjunde generationens konsoler. Det kända röstskådespeleriet som berömdes i 3D-universum, särskilt i Vice City och San Andreas, fick en mindre framtoning i HD-universum. Rockstar tog också en ny riktning i serien, med fokus på realism och detaljer istället för stora områden och nytt innehåll. Exempelvis är den öppna världen mindre än i San Andreas, dock har Grand Theft Auto IV en större detaljnivå där spelaren har fler byggnader med fler våningar som kan besökas. Målet för HD-universumet i Liberty City (staden i Grand Theft Auto IV) var att inte ha några tomma platser eller irrelevanta utrymmen, såsom de stora öknarna i San Andreas. Ars Technica skrev att Grand Theft Auto IV är en lätt nedgradering av Grand Theft Auto: San Andreas, och nämnde vidare att det är färre fordon, vapen och uppdrag, samt mindre spelfigursanpassning och karta.
Los Santos, som är en av de tre storstäderna i San Andreas, återkommer som den enda staden i det senaste spelet av serien, Grand Theft Auto V. Trots att Los Santos är den enda staden i Grand Theft Auto V, angränsas den med stora och flera landsbygder och ökenområden. Genom att fokusera på en stad istället för tre kunde spelutvecklingslaget framställa Los Santos i en högre kvalitet och större skala. Både Grand Theft Auto: San Andreas och Grand Theft Auto V använde Los Angeles som modell för Los Santos. Dock tyckte laget att de tre städerna, i San Andreas, inte efterliknade de verkliga städerna så som de hade hoppats, och därför ville de göra om Los Santos ordentligt i det sistnämnda spelet. Dan Houser förklarade att om man hade delat upp budgeten och arbetskraften mellan flera städer, hade det blivit svårt att fånga in "vad LA är". Grafikdesignern Aaron Garbut kände att Playstation 2-versionen inte hade de tekniska förmågorna att fånga in Los Angeles ordentligt, vilket resulterade i San Andreas-återgivningen av Los Santos som en enkel "bakgrundsbild... där fotgängare slumpmässigt myllrade omkring". Därmed åsidosattes San Andreas som en hoppunkt eller vidareutveckling för Grand Theft Auto V, då laget hade gått vidare till en ny generation av konsoler och ville bygga staden från början. Garbut nämnde vidare att använda San Andreas som en modell hade bara blivit överflödigt med tanke på övergången till Playstation 3 och Xbox 360.

## Andra versioner

### Steamversionen
2008 blev Grand Theft Auto: San Andreas tillgängligt på Steam under versionen 3.0. Den 7 november 2014 kom en uppdatering som orsakade en kontrovers då 17 sånger togs bort från Steamversionen på grund av utlöpta licenser. Andra nyheter för denna Steamversion (3.0) är att bildformatet 5:4 togs bort, men att en senare uppdatering lade till 16:9 (som därmed stödjer den högsta bildupplösningen på 1920 × 1080, vilken egentligen redan finns på versionen 2.0). Vidare har Steamversionen stöd för XInput (API) som möjliggör för spelaren att använda Xbox 360:s handkontroll. Versionen har heller ingen Digital Rights Management.

### Mobilversionen
En portering av Grand Theft Auto: San Andreas kom ut den 12 december 2013 för vissa iOS-enheter. Snart därpå kom det fler porteringar för Android den 19 december 2013, Windows Phone den 27 januari 2014 och Fire OS den 15 maj 2014. Porteringarna av spelet har gett en mobilversion som innehåller uppgraderingar och förbättringar, till exempel förnyad grafik med dynamiska och detaljerade skuggor, berikat färgsystem samt bättre rollfigurs- och fordonsmodeller.

### Xbox 360- och Playstation 3-versionerna
2008 blev den ursprungliga Xboxversionen släppt på Xbox 360, där den fungerar mer som en emulerad portering. Under sena 2014 blev den dock borttaget från Xbox Live Marketplace och ersatt med en portering av mobilversionen den 26 oktober 2014 (spelets tioårsdag). Där har denna Xbox 360-version (alltså mobilversionens portering) en skärmupplösning på 720p, förbättrad ritdistans, nytt gränssnitt för meny och tillagda prestationer (engelska: achievements). Xbox 360-versionen har dessvärre också fått flera sånger borttagna (på grund av utlöpta licenser), samt att flera nya programfel upptäcktes. En fysisk utgivning skedde den 30 juni 2015 i Nordamerika (under bemärkelsen "Platinum Hits") och den 17 juli 2015 i övriga världen (under bemärkelsen "Classic" i PAL-regionen).
Grand Theft Auto: San Andreas släpptes för första gången på Playstation 3 i december 2012, då som en emulerad version av originalet under bemärkelsen "PlayStation 2 Classic". Under tidiga november 2015 fick San Andreas en återklassificering av ESRB, vilket antydde för en kommande ny Playstation 3-version. Playstation 3-versionen släpptes den 1 december 2015 och ersatta den emulerade versionen av originalet på Playstation Store. Playstation 3-versionen fick även en fysisk utgivning och vann direkt en "Greatest Hits"-status i Nordamerika. San Andreas har också utgivits till Playstation 4, men till skillnad mot Playstation 3, är denna utgivning en emulerad version av originalet (Playstation 2). Dock har denna utgivning vissa uppdateringar, till exempel inkluderas trophies (prestationer i Playstation) och så har vissa sånger tagits bort på grund av utlöpta licenser.

### Samling
Spelet finns med i samlingen Grand Theft Auto: The Trilogy – The Definitive Edition som släpptes 2021.